# فرودگاه استارکس توئین اوکس
فرودگاه استارکس توئین اوکس (به انگلیسی: Stark's Twin Oaks Airpark) یک فرودگاه همگانی است . این فرودگاه در کشور ایالات متحده آمریکا قرار دارد و در ارتفاع ۵۲ متری از سطح دریا واقع شده است.